# Carl Raab
Carl Raab (Stoccolma, 14 giugno 1659 – Karlskrona, 3 marzo 1724) è stato un marinaio e militare svedese.
Combatté in seno alla Reale Marina svedese durante la Guerra di Scania e poi nella Grande guerra del nord, distinguendosi particolarmente durante la Battaglia di Hogland contro una squadra navale russa l'11 luglio 1713.

## Biografia
Nacque a Stoccolma il 14 giugno 1659, figlio di Axel  e di Françoise de la Moen, nel 1674 entrò volontario nella Reale Marina svedese, andando a servire volontariamente nelle marina olandese l'anno successivo per acquisire esperienza. Rientrato in Patria fu promosso tenente d'artiglieria  nel 1683, Underlöjtnant il 20 agosto 1686, Överlöjtnant nel 1689, Amiralitetskapten il 17 settembre 1697, Holmmajor il 9 dicembre 1712, e Kommendörs il 3 agosto 1717.

### Carriera bellica
Durante la guerra con la Danimarca, il 1 luglio 1677 prese parte alla battaglia navale di Kjögebukt. Il 3 maggio 1679 una formazione di cinque navi svedesi impegno combattimento con una formazione navale danese. Egli si trovava al comando della fregata da 36 cannoni Fredrika Amalia, ed al termine della violenta battaglia il comandante danese decise di rientrare a Copenaghen. Ricevuti rinforzi tra il 27 giugno e il 2 luglio le navi svedesi si scontrarono con quelle danesi vicino all'isola di Bornholm, costringendo la forte flotta nemica a ritirarsi.
Con lo scoppio della Grande guerra del nord, il 22 febbraio 1700, egli assunse il comando del vascello Wenden da 72 cannoni, e il 4 agosto prese parte allo sbarco delle truppe svedesi al comando del Re Carlo XII a Humlebæk, nel Sjælland. Tale sbarco colse di sorpresa il re di Danimarca Federico IV, che vista minacciata la sua capitale il 18 agosto si affrettò a firmare il trattato di Trevendal.
Alle tre del mattino dell'11 luglio 1713, al comando dei vascelli Ösel (56 cannoni), Estland (48) e Verden (54) impegnò combattimento contro una squadra russa composta da 11 navi tra grandi e piccole, più due brigantini, e nella violenta lotta tre vascelli russi si arenarono, uno dei quali, il Viborg da 50 cannoni, dovette essere incendiato per non lasciarlo al nemico.
Naturalizzato nobile svedese il 13 novembre 1719, si spense a Karlskrona il 1 marzo 1724. Successivamente la salma venne traslata nella Chiesa di Torsås, nella Contea di Kalmar.  Sposato dal 13 luglio 1680 con la signorina Ursila Witzell (3 marzo 1663-10 marzo 1715), la coppia ebbe tre figli Carl (1699-1749), Verner (1688-1751), e Charlotta Sophia (1786-1728).